# Le Monde illustré
Ілюстрований світ (фр. Le Monde illustré) — провідний щотижневий ілюстрований політичний журнал, що видавався в Парижі у Франції впродовж 1857—1940 та 1945—1956 років.
Багато з його високо реалістичних зображень, створено методом гравюри на дереві, насправді були зроблені з фотографій, оскільки до кінця XIX століття фотографічне відтворення в пресі не було технічно можливо. «Ілюстрований світ» таким чином схожий на The Illustrated London News.
У 1938 році видання було об'єднано з газетою «Дзеркало світу» (фр. Le Miroir du monde), створеної у 1930 році, після чого стало друкуватися під назвою «Le Monde illustré / Miroir du monde». Публікація тижневика була припинена 8 червня 1940 року (окупація Франції Третім Рейхом) і відновилася лише 22 лютого 1945 року під назвою «Ілюстрований світ» (фр. Le Monde illustré).
В грудні 1948 року журнал об'єднався з «Ілюстрованою Францією» (фр. France-Illustration) і став публікуватися під назвою «France-Illustration / Le Monde illustré», до того часу, коли у 1956 році разом з журналом «Nouveau Fémina» вони стали спільним виданням «Femina-Illustration». Назва зникла, хоча публікації тривали (під назвою «Réalités» у 1964 році і зі змінами ще у 1978 році — «Le Spectacle du monde»).
«Ілюстрований світ» також додавався як додаток до журналів «Жінка і світ» (фр. La Femme et le Monde) (1901—1902) та «Le Monde illustré théâtral et littéraire devenu France-Illustration / Le Monde illustré, supplément littéraire et théâtral» (1947—1955), а потім до «Fémina-Théâtre» (1956) та «L'Avant-scène théâtre» (1957).

## Автори та художники
- Шарль Іріарте;
- Чарльз Ледюк.

## Літографії та гравюри

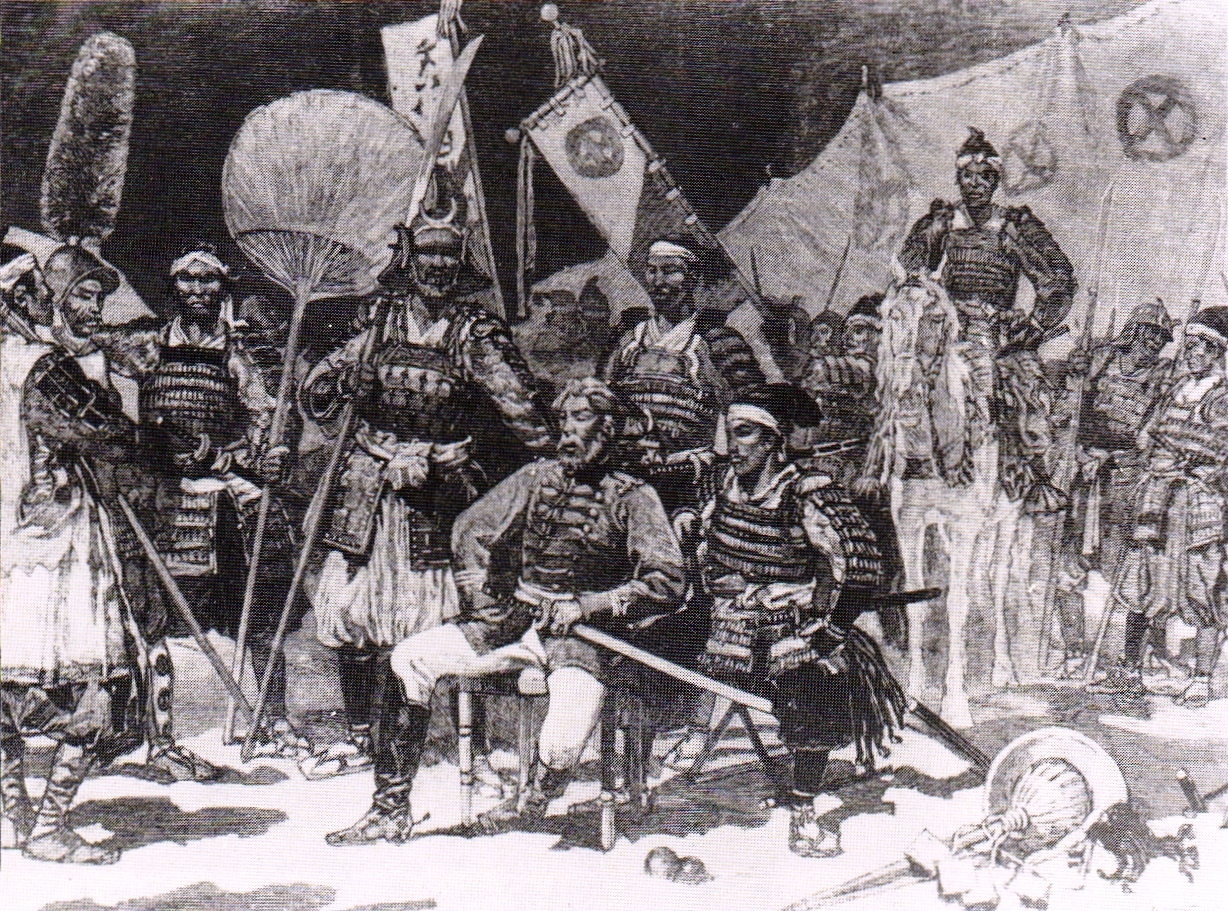
Сайго Такаморі в оточенні своїх офіцерів під час війни Сейнан. З статті у Le Monde illustré, 1877.
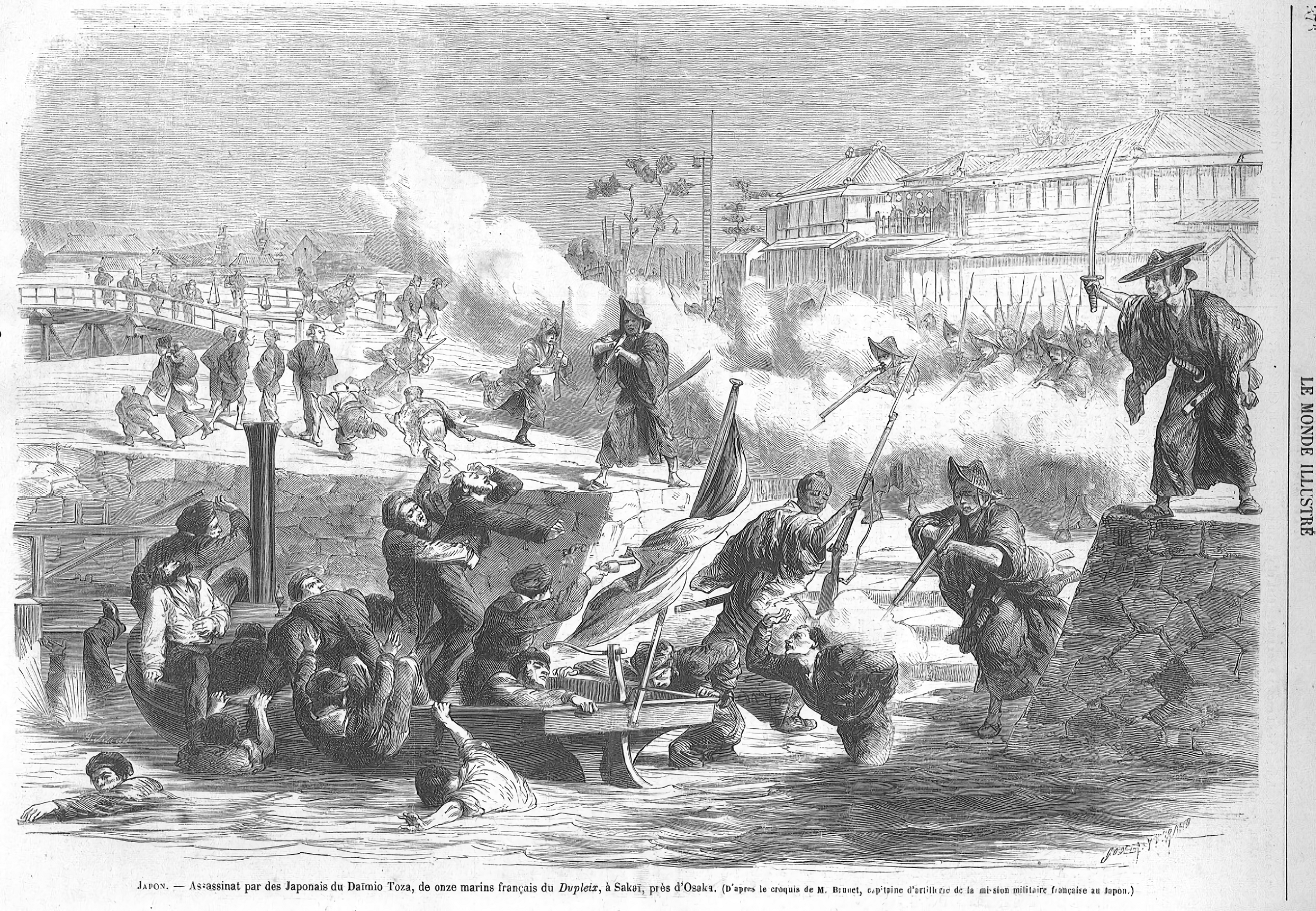
Інцидент в Сакаї, Японія, 1868 рік
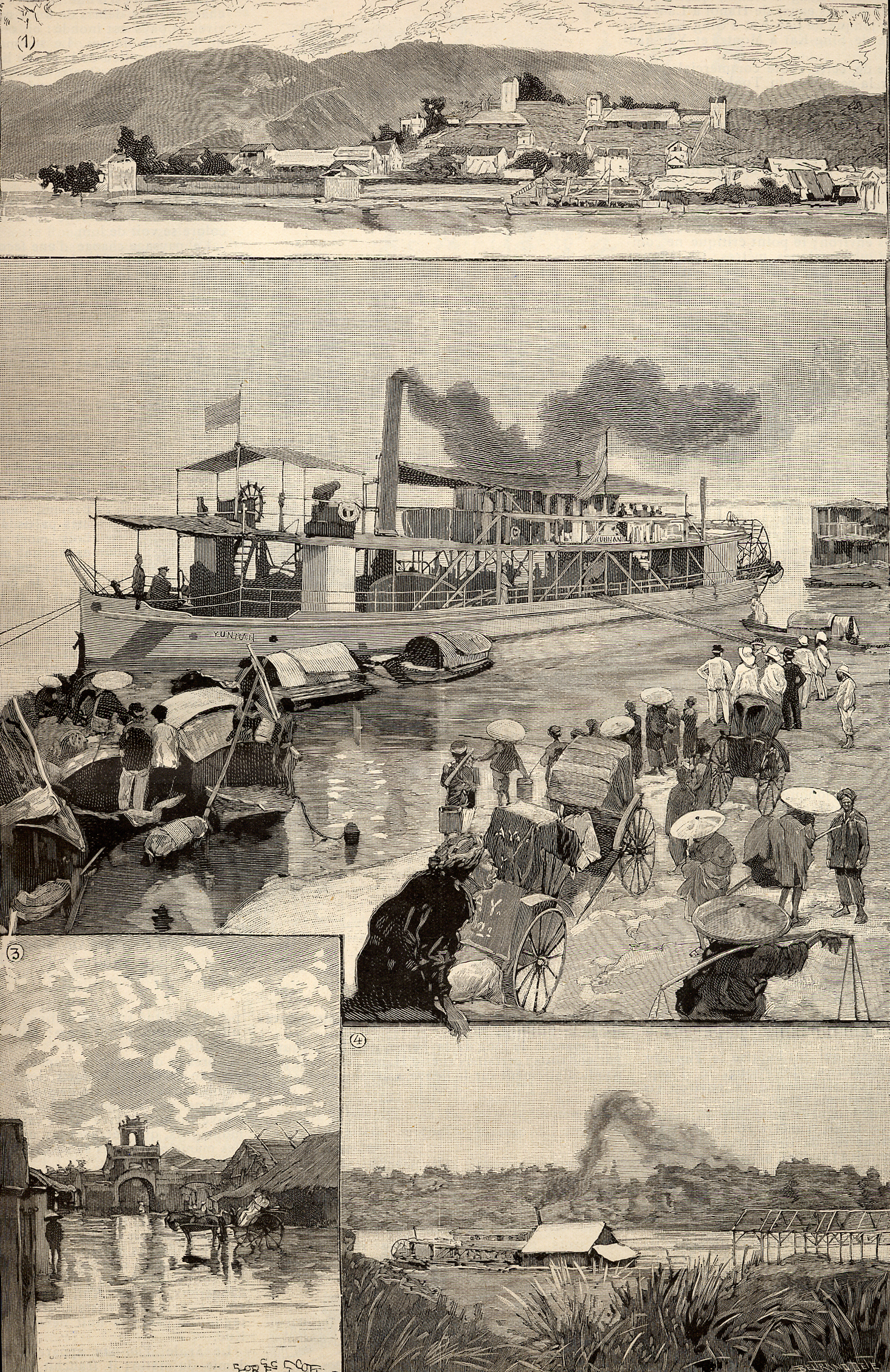
Панорама колоній Франції у південно-східній Азії, 1891 рік